# Рептилоиды
Рептило́иды (также люди-репти́лии, дракониа́нцы, люди-я́щеры, сауря́не) — вымышленные разумные человекоподобные рептилии, чаще всего изображаемые как существа внеземного происхождения и способные принимать облик человека.
Рептилообразные персонажи фигурируют в мифологиях различных народов мира, в художественных произведениях жанров фантастики и научной фантастики, уфологических текстах, в различных теориях заговора, статьях жёлтой прессы, современных городских легендах и в массовой культуре. Вера в «заговор рептилоидов» занимает значительное место в современных городских легендах, уфологии и теориях заговора.
Рептилоиды стали объектом массовой веры под влиянием книг и лекций британского писателя и сторонника теории заговора Дэвида Айка, который имеет многочисленных последователей по всему миру. Он возводит свою теорию к шумерским мифам, где фигурируют младшие божества аннунаки, которые представлены Айком как боги-рептилии с планеты Нибиру. Согласно Айку, имеющие инопланетное происхождение рептилоиды живут на Земле на секретных подземных базах и фактически управляют миром, прямо или косвенно принуждая политических лидеров государств, в первую очередь Великобритании и США, исполнять их волю. По его утверждениям самые влиятельные люди на Земле, включая королеву Великобритании и различных президентов США, являются рептилоидами.
Идеи о рептилоидах не имеют подтверждений и часто высмеиваются в популярной культуре и средствах массовой информации. 

## Происхождение образа

### Литературные произведения
Майкл Баркун, профессор политологии из Сиракьюсского университета, считает, что происхождение современного образа рептилоидов в массовой культуре вообще и идеи об их «заговоре» против людей в частности базируется на фэнтезийных произведениях писателя Роберта Говарда, в первую очередь — на повести «Королевство теней» 1929 года, в которой рассказывалось о людях-змеях (имеющих человеческие тела и несколько змеиных голов), живущих в подземных туннелях, способных принимать человеческий облик и устанавливать контроль над сознанием людей.
Среди других первооснов для легенды называются упоминание Еленой Блаватской в её «Тайной доктрине» неких «людей-драконов», якобы обитавших когда-то на мифическом континенте Лемурия; статья писателя Морриса Дореаля «Тайны пустыни Гоби», опубликованная в 1940 году, в которой он описывал слухи о том, что в этой пустыне якобы есть существа, выглядящие как гигантские змеи, но идентичные людям по внутреннему строению и способные принимать человеческий облик; или даже «Мифы Ктулху» Лавкрафта.

### Подземные туннели
В первой половине XX века Уоррен Шафелт, горный инженер, с помощью использования улучшенного им самим устройства для обнаружения минералов и подземных туннелей посредством рентгеновского излучения якобы открыл целую сеть туннелей, камер и скоплений золота под Лос-Анджелесом. Свои утверждения об открытии города, построенного рептилоидами, он пытался подкрепить старой индейской легендой, согласно которой подобные существа якобы укрылись в этом «городе» со времён некой «великой катастрофы». В обмен на обещание разделить найденные сокровища Шафелт получил от городских властей разрешение и финансирование работ по бурению в данной местности. После достижения глубины приблизительно в 300 м работы были прекращены из-за чрезмерных затрат и отсутствия результатов. Газета Los Angeles Times опубликовала статью об этом событии 29 января 1934 года.

### Бишопвильский монстр
В июне 1988 года ночью возле города Бишопвиль, штат Южная Каролина, некий Кристофер Дэвис занимался заменой проколотой шины на своём автомобиле. По его словам, после завершения ремонта он якобы заметил существо ростом более 2 м, передвигавшееся на двух ногах и имеющее красные глаза. Это существо якобы побежало к нему. Дэвис, по его словам, бросился в машину и помчался на большой скорости прочь, однако существо смогло запрыгнуть на крышу его автомобиля. Он якобы видел трёхпалые, покрытые чешуёй лапы на лобовом стекле, пока существо не упало с автомобиля на одном из поворотов. По некоторым[каким?] данным, Кристофер прошёл тест на детекторе лжи, показавший, что он не лжёт. Вскоре местная полиция якобы стала получать новые сообщения о «большом диком чудовище», обитающем в районе болот. Территорию обследовали более 3000 вооружённых людей, но никакого существа найти не смогли. Лайл Блэкбёрн написал об этом существе книгу под названием Lizard Man: The True Story of the Bishopville Monster («Человек-ящерица: Правдивая история Бишопвильского монстра»), а само существо попало в различные списки криптидов.

## Теории заговора
Согласно различным теориям заговора рептилоиды могут иметь отношение к следующим явлениям:
- похищения людей, сотрудничество с греями[15];
- всемирный заговор, целью которого является установление власти над всем человечеством;
- генетические манипуляции над людьми[7].

Теория заговора авторства Дэвида Айка имеет своих сторонников в 47 странах мира, аудитория на его выступлениях доходит до 6000 человек. Опрос, проводившийся в 2013 году в США, показал, что приблизительно 4 % (± 2,8 %) опрошенных американцев верит в истинность этой теории.

### Дэвид Айк
По мнению Айка, на Землю рептилоиды прибыли со звезды Тубан (альфа Дракона). Они якобы живут на Земле тысячи лет, находясь здесь ещё со времён древнешумерской цивилизации. Подтверждением этой точки зрения, по его мнению, являются некоторые персонажи шумеро-аккадской мифологии, наги из древнеиндийской мифологии, драконы из китайской мифологии и змееподобные существа из легенд майя.

### Вавилонское братство
По словам Дэвида Айка, «Вавилонское братство» — это тайная организация, созданная рептилоидами (или одной из их рас) с целью централизовать их власть на Земле. Такое название она имеет якобы потому, что возникла ещё во времена Древнего Востока. Эта организация якобы управляла миром на протяжении всей истории человечества, включая в себя всех влиятельных людей: политиков, монархов, бизнесменов и журналистов. Отличительными чертами их и связанных с ними политиков якобы являются отсутствие моральных норм, стремление к господству, расизм, фашизм и увлечение древними ритуалами. Человечеством члены этой организации якобы управляют с помощью религии, развязыванием войн между народами, науки, утверждающей, что «этот мир — единственный существующий», и подходом «проблема-реакция-решение», то есть созданием фиктивных проблем, вызовом ответной реакции у людей, заключающейся в первую очередь в стремлении решить эту проблему, предложением решения и последующим вовлечением человечества в реализацию этого решения с целью отвлечения внимания. «Вавилонское братство» также якобы несёт ответственность за охоту на людей, изнасилования женщин и детей, сатанизм, ритуальное питьё человеческой крови, Холокост и террористические акты 11 сентября 2001 года. Члены этой организации якобы внесли вклад в создание других тайных обществ или реально существующих организаций, таких как иллюминаты, совет по международным отношениям, международный валютный фонд, Chatham House (Королевский институт международных отношений) и Организация Объединённых Наций. Штаб-квартира этой организации якобы всегда находилась в том месте, откуда легче всего было контролировать весь известный мир; сначала это был Шумер, затем в разное время Египет, Рим и Париж. Айк считает, что в настоящее время «Вавилонское братство» базируется в Лондоне.

### В уфологии
Люди, утверждающие, что якобы стали жертвами похищения инопланетянами, иногда описывают похитивших их пришельцев как рептилоидов. Одним из самых ранних сообщений о похищении людей именно рептилоидами был рассказ полицейского Герберта Ширмера (р. 1945) из американского штата Небраска, который в 1967 году утверждал, что был похищен существами, напоминавшими человекоподобных рептилий, на левых сторонах грудной клетки которых виднелась эмблема в виде «крылатого змея». Скептиками данная история рассматривается как мистификация.
Французский уфолог Антон Паркс называет рептилоидов ануннаками и утверждает, что с их помощью возникла шумерская цивилизация.

### В контексте политики
В 2011 году во время интервью на радио комик Луи Си Кей несколько раз задал бывшему министру обороны США Дональду Рамсфелду вопрос, являются ли он и Дик Чейни рептилиями и любят ли они есть человеческое мясо. Удивлённый бывший министр отказался дать прямой ответ, что некоторыми источниками было расценено как признание истинности данного факта.
7 января 2014 года подобный вопрос был задан премьер-министру Новой Зеландии Джону Ки. Некий Шейн Уорбрук подал официальный запрос на получение информации о том, «есть ли доказательства для опровержения теории о том, что мистер Джон Ки в действительности является оборотнем, рептилоидом-пришельцем, стремящимся к порабощению человечества?» Согласно законодательству, действующему в стране (в частности, Official Information Act), руководители государства обязаны отвечать на любой, даже абсурдный вопрос. Официальный ответ был дан 11 февраля; он звучал как «Документ, якобы содержащий такую информацию, не существует или не найден». В связи с отсутствием в ответе чёткой формулировки некоторые журналисты обращались с этим вопросом лично к премьер-министру, и в итоге Джон Ки рассказал в интервью на телеканале 3news: «Я предпринял необычные шаги: побывал не только у врача, но и у ветеринара, и оба они согласились с тем, что я не рептилия. Я никогда не был на борту космического корабля или в открытом космосе, а мой язык имеет нормальную длину».
4 марта 2013 года в статье журнала Wired были описаны замеченные журналистами странное поведение одного из агентов, охранявших президента США Барака Обаму, и момент, во время которого голова этого человека приобретает неестественную форму. Пресс-секретарь Совета безопасности прокомментировал эту информацию следующим образом: «Каждая предполагаемая программа защиты президента с помощью инопланетян и роботов будет, вероятно, сокращена или прекращена при очередном определении бюджета государства».
В 2008 году во время выборов сенатора от штата Миннесота, где основная борьба развернулась между комиком и ведущим Элом Франкеном и занимавшим на тот момент кресло сенатора Нормом Коулманом, был обнаружен бюллетень с отмеченным галочкой вариантом голосования за Франкена и рептилоидов (людей-ящеров); этот вариант был размещён на свободном месте бюллетеня, предусмотренном согласно закону для возможности вписывания избирателями собственных кандидатов. Лукас Дэвенпорт, утверждавший, что этот бюллетень опустил в урну он, впоследствии рассказал в интервью, что не хотел голосовать за не нравившегося ему кандидата и сначала думал дописать вариант «за революцию», но идея с рептилоидами показалась ему ещё более забавной.
С целью создать образ врага и отличать абстрактных «врагов» от реальных групп был создан специальный термин «жидорептилоиды».
В России приверженцем теории «заговора рептилоидов» является бывший лидер партии «Воля» Светлана Пеунова.

## Интернет-культура
Ряд конспирологических теорий и русское неоязыческое учение инглиизма спародировано в псевдонаучных лекциях YouTube-канала «Профессор Багиров», в которых древние русы сражаются с ящерами-рептилоидами. Интернет-пародия, в свою очередь, вызвала волну интернет-мемов. Распространение мемов о «русах» и «ящерах» обеспечило популярность вышедшей в 2023 году российской компьютерной игре «Русы против Ящеров» и её проектам-подражателям.

## Критика
Теории о рептилоидах высмеиваются в популярной культуре и средствах массовой информации. Во многих рейтингах, составляемых теми или иными изданиями, теория заговора о рептилоидах, тайно управляющих миром, классифицируется как одна из самых абсурдных и комичных. В частности, польский сатирический портал Joe Monster признал её одной из самых абсурдных из существующих теорий заговора.
По мнению некоторых журналистов, теории о рептилоидах и подобные им являются следствием отсутствия доверия к действиям правительств в обществе или дегуманизации в общественном сознании людей, ответственных за массовые преступления против человечности и войны. Стремление обвинять в чём-то других определяется как естественная склонность людей, которая в данном случае порождает легенды о вымышленных существах и гипотетических заговорах и позволяет связать их со всеми бедами и проблемами человечества. Рептилоиды в данном случае вполне подходят на роль универсального «врага», поскольку никогда не ответят ни на одно из обвинений.
Британская организация скептиков «Critical Thinking» («Критическое мышление») утверждает, что Дэвид Айк не имеет никаких доводов в пользу истинности своей теории, а декларируемые им тезисы способны озадачить даже самых ярых сторонников теорий заговора, в то время как у их автора кончаются деньги на ведение своей деятельности. Члены организации обнаружили, что во время своей поездки в Бразилию в 2002 году Айк употреблял местное психоактивное вещество (аяуаску).
В 2019 году вышла научно-популярная книга белорусского писателя Андрея Жвалевского «Рептилоиды на плоской Земле. Лженаука», включающая опровержения популярных псевдонаучных идей и теорий заговора. В 2020 году книга вошла в лонг-лист премии «Просветитель».